# ازمة ميران (مقاطعة دالاهو)
ازمة ميران (بالفارسية: ازمه میران) هي قرية تقع في كرمانشاه في إيران. يقدر عدد سكانها بـ 633 نسمة بحسب إحصاء 2016.